# Dóra Leimeter
Dóra Leimeter, född 8 maj 1996 i Budapest, är en ungersk vattenpolospelare.
Leimeter gjorde 15 mål när Ungerns damlandslag i vattenpolo tog EM-brons i Budapest 2020 och hon ingick i det ungerska landslag som tog brons i vattenpoloturneringen vid olympiska sommarspelen 2020.
Leimeter tog VM-silver i samband med världsmästerskapen i simsport 2022 i Budapest.